# Paul de Clermont
Paul de Clermont (XVII secolo – XVIII secolo) è stato un matematico e ingegnere militare francese.

## Biografia
Lavorò per l'esercito come commissario di artiglieria, incaricato della formazione dei cadetti ufficiali nella scuola creata a Strasburgo nel 1682. Proprio a scopo didattico scrisse L’arithmétique de l'officier stampato nel 1708 e soprattutto la sua opera più conosciuta Geometrie pratique de l'ingenieur, ou L'art de mesurer  del 1693 che fu un testo di riferimento ristampato per 60 anni. La dedica di quest'opera a Vauban fa ipotizzare che sia stato un suo collaboratore.

## Opere
- (FR) La geometrie pratique de l'ingenieur, ou L'art de mesurer, Strasburgo, Friedrich Wilhelm Schmuck, 1693.
- (FR) L'arithmetique militaire, ou L'arithmetique pratique de l'ingénieur et de l'officier, Parigi, Pierre Witte, 1733.